# ロラント・ケラー
- ローラント・ケラー

ロラント・ケラー（Roland Keller, 1949年4月18日 - ）は、ドイツのピアノ奏者。
バーデン＝ヴュルテンベルク州ブラウボイレンの生まれ。シュトゥットガルトでユルゲン・ウーデ、ジュネーヴでアンドレ・ペレ、ミュンヘンでルートヴィヒ・ホフマンの各氏にピアノを学んだ。1970年にベルン市からヨゼフ・ペンバウアー賞を授与される。1971年にヴィアンナ・ダ・モッタ国際ピアノ・コンクールで2位、1972年のミュンヘン国際音楽コンクールでも3位をそれぞれ獲得。1973年のブゾーニ国際ピアノコンクールと1975年のボンのドイツ音楽コンクールのそれぞれでも2位入賞を果たした。1978年からリューベック高等音楽院で教鞭をとり、1986年からウィーン国立音楽大学のピアノ科教授に転任した。